# 仕女一英里历史街区
仕女一英里历史街区（Ladies' Mile Historic District）于1989年5月由纽约地标保护委员会指定，旨在保护一片形状不规则的区域，包括曼哈顿的28个街块，440座建筑物，大致从18街到24街，从公园大道到第六大道以西。保护仕女一英里街区和历史街区理事会大力争取这一地位。
从美国内战到第一次世界大战的期间，该区是纽约一些最著名的百货公司的所在地，包括Lord & Taylor、B. Altman、W. & J. Sloane、Arnold Constable、Best & Co.和Bergdorf Goodman。此外还包括丹尼尔·伯纳姆的熨斗大厦，位于第五大道和23街十字路口；仕女一英里历史街区的大部分位于以此建筑命名的熨斗区之内。